# Tizenegy fríz város
A tizenegy fríz város (hollandul: Friese elf steden, frízül: alve Fryske stêden) azon települések köre Hollandia Frízföld tartományában, amelyek városi ranggal bírnak. Hogy mely települések tartoznak ide, az történelmi hagyományokra vezethető vissza és mai lakosságszámukkal, jelentőségükkel nem függ össze. Leeuwarden tartományi székhely voltához illően ugyan Frízföld legnépesebb települése, egyes helységek azonban – például a második legnagyobb település, a 45 ezer lakosú Drachten vagy a 30 ezres Heerenveen – , bár közigazgatási központok jelentős gazdasági szereppel és fejlett infrastruktúrával, városi jogokkal nem bírnak, így hivatalosan falvaknak számítanak. Ezzel szemben az alig néhány száz főt számláló kisebb városok inkább falvak benyomását keltik.
Egy 2005 elején megjelent tanulmányból kiderül, hogy Berlikumnak (Berlitsum) a 14. században városias jellege volt, a Groningen tartománybeli Appingedam pedig 1327-ben – amikor még Frízföldhöz tartozott – városi jogokat kapott, később azonban egyiküket sem számították a hagyományos fríz városok közé.

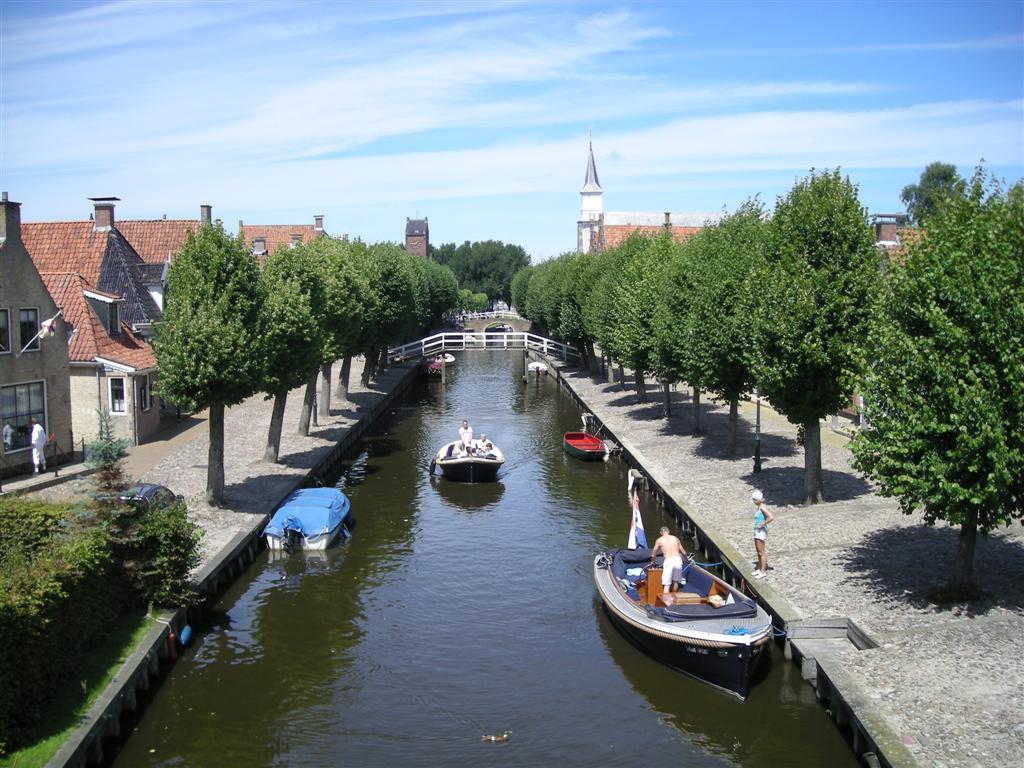
Sloten - Sleat
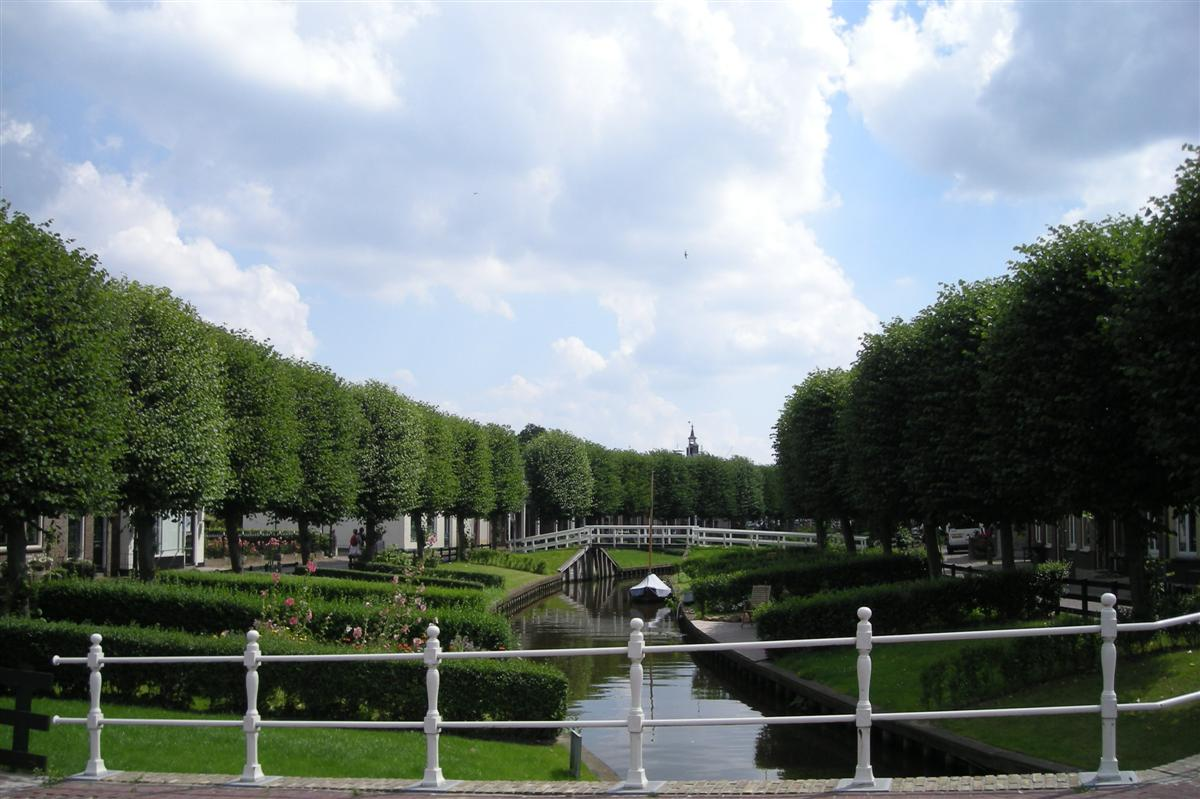
IJlst - Drylts
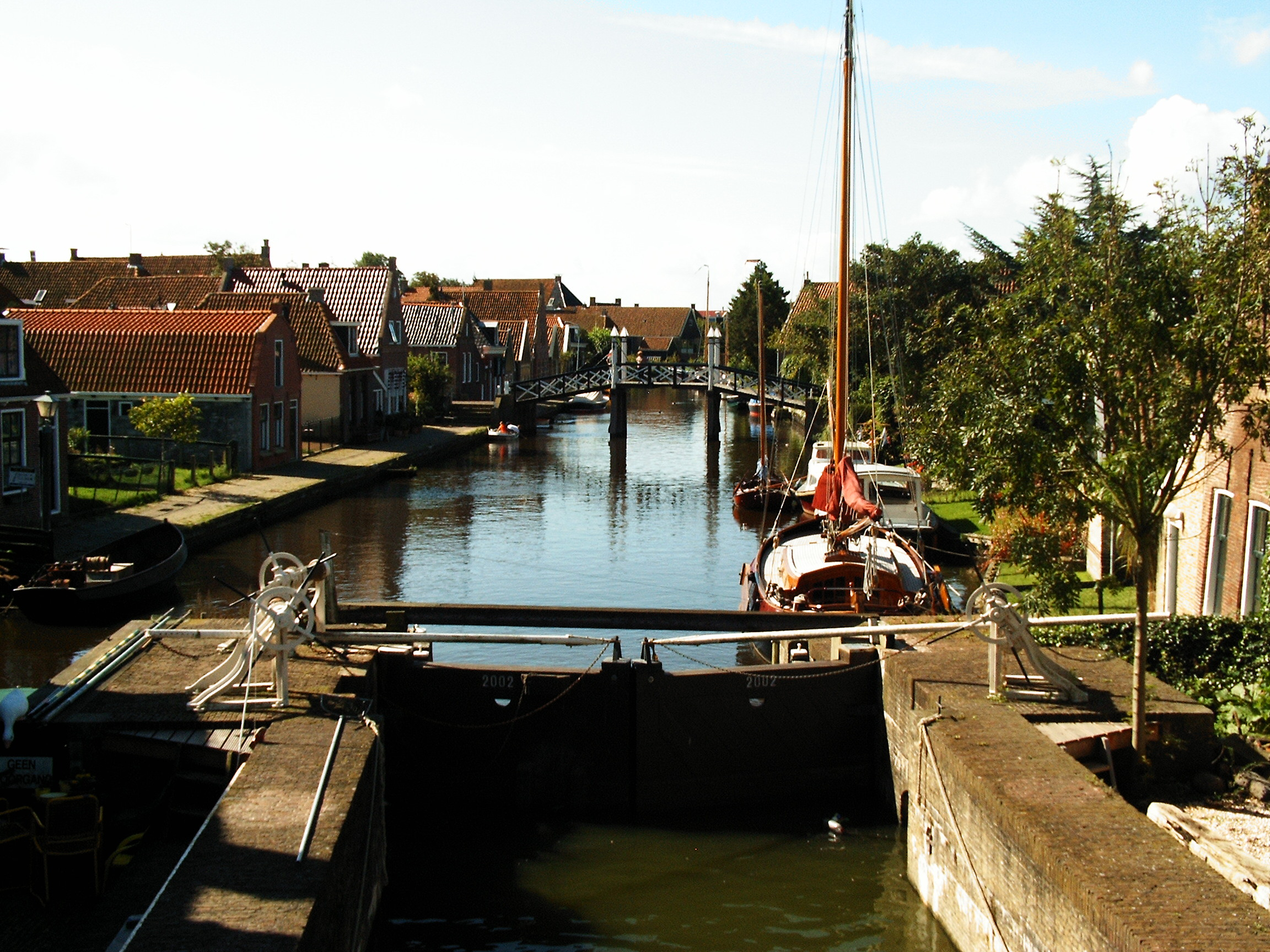
Hindeloopen - Hylpen

Az alábbi táblázat a holland nevek szerinti ábécérendet követi.
| Holland név | Fríz név   | Körzet             | Lakosság * |
| ----------- | ---------- | ------------------ | ---------- |
| Bolsward    | Boalsert   | Bolsward           | 9 320      |
| Dokkum      | Dokkum     | Dongeradeel        | 13 160     |
| Franeker    | Frjentsjer | Franekeradeel      | 9 490      |
| Harlingen   | Harns      | Harlingen          | 14 260     |
| Hindeloopen | Hylpen     | Nijefurd           | 550        |
| IJlst       | Drylts     | Wymbritseradeel    | 3 220      |
| Leeuwarden  | Ljouwert   | Leeuwarden         | 82 440     |
| Sloten      | Sleat      | Gaasterland-Sloten | 740        |
| Sneek       | Snits      | Sneek              | 32 160     |
| Stavoren    | Starum     | Nijefurd           | 910        |
| Workum      | Warkum     | Nijefurd           | 3 810      |

* 2006. január 1-jei adatok